# Archidiecezja Cartagena de Indias

Mapa archidiecezji

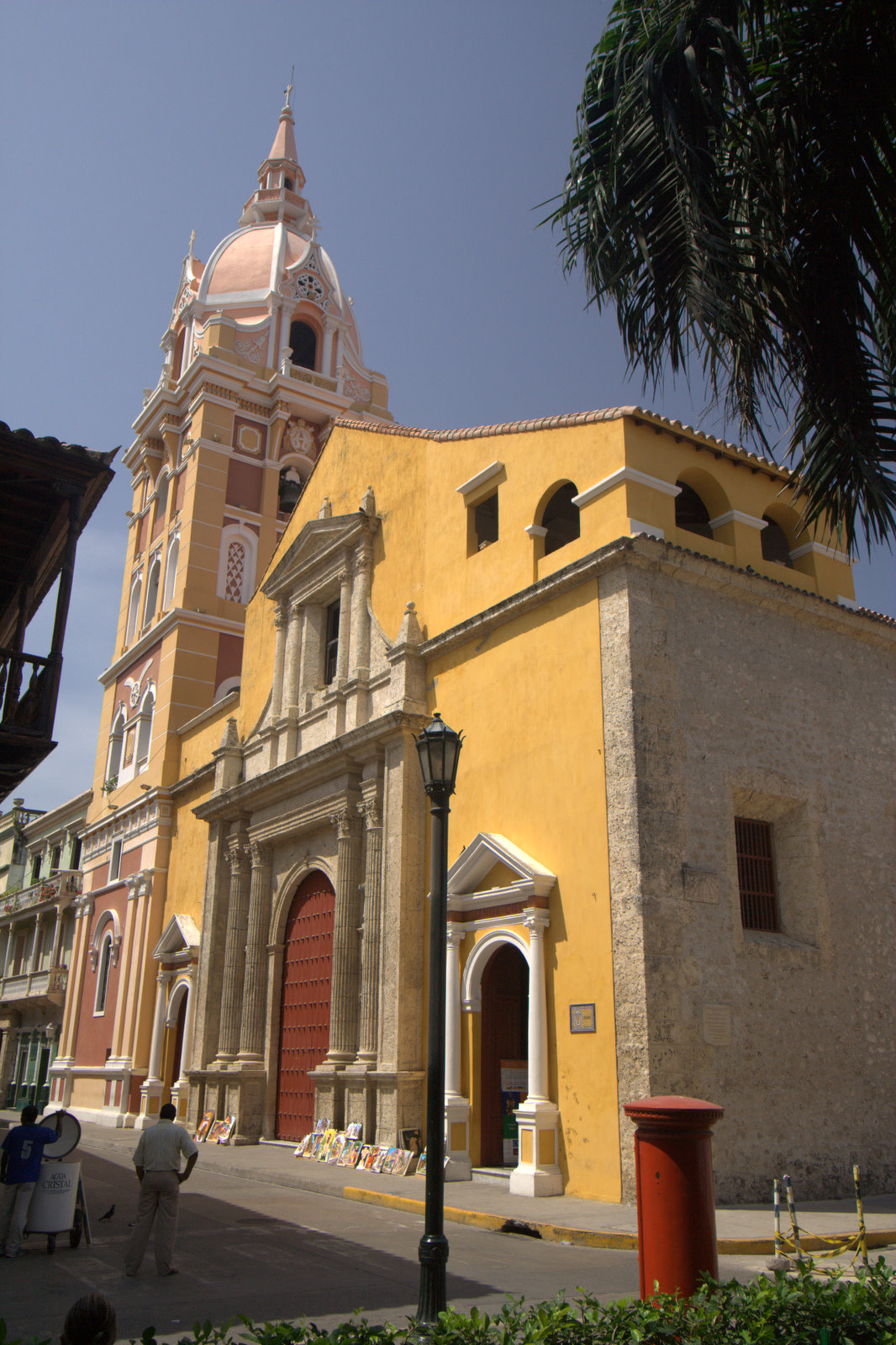
Katedra w Cartagena de Indias

Archidiecezja Cartagena de Indias także Archidiecezja Cartagena (łac. Archidioecesis Carthaginensis in Columbia, hiszp. Arquidiócesis de Cartagena de Indias) – rzymskokatolicka archidiecezja ze stolicą w Cartagena de Indias, w Kolumbii. Arcybiskupi Cartagena de Indias są również metropolitami metropolii o tej samej nazwie.
W 2023 na terenie archidiecezji pracowało 48 zakonników i 134 sióstr zakonnych.

## Sufraganie
Sufraganiami archidiecezji Cartagena de Indias są:
- diecezja Magangué
- diecezja Montelibano
- diecezja Montería
- diecezja Sincelejo.

## Historia
24 kwietnia 1534, za pontyfikatu Klemensa VII, erygowano diecezję Cartagena (Cartagena de Indias). Do tej pory tereny nowej diecezji należały do biskupstwa Panama (obecnie archidiecezja panamska). Pierwotnie była sufraganią archidiecezji sewilskiej w Hiszpanii, a od 1564 archidiecezji Santa Fe w Nowej Grenadzie.
31 sierpnia 1804 część południowych parafii biskupstwa Cartegena zostało przyłączonych do powstałej w tym dniu diecezji Antioquía (obecnie archidiecezja Santa Fe de Antioquia).
20 czerwca 1900 diecezja Cartagena de Indias została wyniesiona do godności archidiecezji. Jest to, obok archidiecezji Popayán, drugie najstarsze kolumbijskie arcybiskupstwo po archidiecezji bogotańskiej (która stała się arcybiskupstwem jeszcze w XVI w.).
Dalszy wzrost liczby ludności, a co za tym idzie katolików, w Kolumbii spowodował powstanie nowych jednostek kościelnych. Z archidiecezji Cartagena de Indias wyodrębniły się:
- 20 czerwca 1912 - misja sui iuris San Andrés y Providencia (obecnie wikariat apostolski San Andrés i Providencia)
- 1924 - prefektura apostolska Sinú (obecnie diecezja Montelíbano)
- 7 lipca 1932 - diecezja Barranquilla (obecnie archidiecezja Barranquilla)
- 20 listopada 1954 - diecezja Montería
- 25 kwietnia 1969 - diecezje Magangué i Sincelejo.

W lipcu 1986 archidiecezję odwiedził papież Jan Paweł II.

## Główne świątynie
- Archikatedra: Archikatedra św. Katarzyny Aleksandryjskiej w Cartagena de Indias

## Biskupi i arcybiskupi Cartagena de Indias

### Biskupi Cartagena de Indias
- Tomás de Toro OP (1534–1536)
- Jerónimo de Loayza OP (1537–1541)
- Francisco de Santa María Benavides Velasco, OSH (1541–1550)
- Gregorio de Beteta OP (1552–1556)
- Juan de Simancas Simancas (1561–1570)
- Pedro Arévalos OSH (1571–1572)
- Dionisio de Santos OP (1574–1577)
- Juan Montalvo OP (1578–1586)
- Antonio de Hervias OP (1587–1590)
- Juan de Vivero OESA (1590); zmarł przed objęciem diecezji
- Juan de Labrada OP (1597–1613)
- Pedro Vega (1614–1616)
- Diego Torres Altamirano OFM (1617–1621)
- Francisco Sotomayor OFM (1623–1623)
- Diego Ramirez de Cepeda (1624–1629)
- Luis Córdoba Ronquillo OSsT (1630–1640)
- Cristóbal Pérez Lazarraga y Maneli Viana OCist (1640–1649)
- Francisco Rodríguez de Valcárcel (1649–1651)
- García Martínez Cabeza (1653); zmarł przed objęciem diecezji
- Garcia Ruiz Cabezas (1654–1658)
- Antonio Sanz Lozano (1659–1680)
- Miguel Antonio de Benavides y Piedrola (1681–1713)
- Antonio María Casiani OSBM (1714–1717)
- Juan Francisco Gómez Calleja (1720–1725)
- Manuel Antonio Gómez de Silva (1726–1728)
- Juan Francisco Gómez Calleja (1728–1729)
- Gregorio de Molleda y Clerque (1729–1740)
- Diego Martínez y Garrido OS (1741–1746)
- Bernardo de Arbizu y Ugarte (1746–1751)
- Bartolomé de Narváez y Berrio (1751–1754)
- Jacinto Aguado y Chacón (1754–1755)
- Diego Antonio Valenzuela Fajardo (1755); zmarł przed objęciem diecezji
- Manuel de Sosa y Béthencourt (1755–1765)
- Diego Bernardo de Peredo y Navarrete (1765–1772)
- Agustín de Alvarado y Castillo(1772–1775)
- Blas Manuel Sobrino y Minayo (1775–1776)
- José Fernández Díaz de la Madrid OFM (1777–1792)
- Miguel Álvarez Cortés (1792–1795)
- Jerónimo Gómez de Liñán de la Borda (1796–1805)
- Custodio Angel Díaz Merino OP (1806–1815)
- Gregorio Rodríguez Carrillo OSBM (1816–1828)
- Juan Fernández y Sotomayor Picón (1831–1834); administrator apostolski
- Juan Fernández y Sotomayor Picón (1834–1849)
- Pedro Antonio Torres (1850–1853)
- Bernardino Medina y Moreno (1856–1877)
- Juan Nepomuceno Rueda Rueda (1877–1878); nie objął diecezji
- Manuel Cerón (1879–1880)
- Eugenio Biffi PIME (1882–1896)
- Pedro Adán Brioschi PIME (1898–1900) następnie arcybiskup Cartagena de Indias

### Arcybiskupi Cartagena de Indias
- Pedro Adán Brioschi PIME (20 czerwca 1900 - 13 listopada 1943)
- José Ignacio López Umaña (13 listopada 1943 - 3 października 1974)
- Rubén Isaza Restrepo (3 października 1974 - 15 marca 1983)
- Carlos José Ruiseco Vieira (23 września 1983 - 24 października 2005)
- kard. Jorge Enrique Jiménez Carvajal CIM (24 października 2005 - 25 marca 2021)
- Francisco Javier Múnera Correa IMC (od 2021)

## Podział administracyjny archidiecezji
1. dekanat San Pedro Claver
2. dekanat San José
3. dekanat Santa María de los Ángeles
4. dekanat San Luis Beltrán
5. dekanat María Auxiliadora
6. dekanat La Divina Providencia
7. dekanat Santa Catalina de Alejandría
8. dekanat San Basilio
9. dekanat Nuestra Señora del Carmen
10. dekanat Cristo Salvado
11. dekanat Del Ave María